# AMBITIOUS (Dragon Ashの曲)
「AMBITIOUS」（アンビシャス）は、2010年6月16日に発売されたDragon Ashの22枚目のシングル。発売元はMOB SQUAD。　 

## 概要
- 前作から約1年4ヶ月ぶりのシングル。
- 「AMBITIOUS」はスカパー! 2010 サッカーテーマソングとして書き下ろされた。大きな志や野心をもち何かを達成しようとする人たちを称えた曲。
- 本曲はDVD付初回限定盤[1]と通常盤の2形態で発売。初回限定盤は「AMBITIOUS」と「CALLIN’」2曲のMVが収録。
- ラジオ番組「SCHOOL OF LOCK!」とコラボした「AMBITIOUS ～SCHOOL OF LOCK! バージョン」というMVも存在。
- 「繋がりSUNSET」以来のTOP10入り。

## 収録曲目
作詞：Kj　作曲・編曲：Dragon Ash（特記以外）
CD
1. AMBITIOUS
  - スカパー! 2010 サッカーテーマソング
2. BEAT SURF FEAT. PES, VERBAL
  - 作詞：Kj,PES,VERVAL
  - PES（RIP SLYME）とVERBAL（m-flo）とのコラボレーション
3. CALLIN'
  - 2009年8月1日に配信限定リリースされたシングル

DVD
1. AMBITIOUS （VIDEO CLIP）
2. MAKING AMBITIOUS
3. CALLIN' （VIDEO CLIP）

収録アルバム
＃1
- 『MIXTURE』（2009年3月4日）
- 『LOUD & PEACE』（2012年8月22日）

＃2
- 『MIXTURE』（2009年3月4日）

＃3
- 『LOUD & PEACE』（2012年8月22日）